# سرمانیه
سرمانیه (به عربی: السرمانیة) یک روستا در سوریه است که در استان حماه واقع شده‌است. سرمانیه ۲٬۰۸۷ نفر جمعیت دارد.